# Neumětely
Neumětely är en ort i Tjeckien.   Den ligger i regionen Mellersta Böhmen, i den centrala delen av landet, 40 km sydväst om huvudstaden Prag. Neumětely ligger 316 meter över havet och antalet invånare är 520.
Terrängen runt Neumětely är kuperad söderut, men norrut är den platt. Runt Neumětely är det ganska glesbefolkat, med 42 invånare per kvadratkilometer. Närmaste större samhälle är Příbram, 18,1 km söder om Neumětely. Trakten runt Neumětely består till största delen av jordbruksmark.